# Liste der Bodendenkmale in Dahme (Holstein)
In der Liste der Bodendenkmale in Dahme sind die Bodendenkmale der Gemeinde Dahme nach dem Stand der Bodendenkmalliste des Archäologischen Landesamts Schleswig-Holstein von 2016 aufgelistet. Die Baudenkmale sind in der Liste der Kulturdenkmale in Dahme (Holstein) aufgeführt.
| Denkmal-ID           | Befundart           | Bezeichnung                   | Zeitstellung                 | Lage | Bemerkungen | Bild |
| -------------------- | ------------------- | ----------------------------- | ---------------------------- | ---- | ----------- | ---- |
| aKD-ALSH-Nr. 001 959 | Grabmal > Grabhügel | Grabhügel                     | Vor- und/oder Frühgeschichte |      |             |      |
| aKD-ALSH-Nr. 001 960 | Grabmal > Grabhügel | Grabhügel                     | Vor- und/oder Frühgeschichte |      |             |      |
| aKD-ALSH-Nr. 001 961 | Grabmal > Grabhügel | Grabhügel                     | Vor- und/oder Frühgeschichte |      |             |      |
| aKD-ALSH-Nr. 001 962 | Grabmal > Grabhügel | Grabhügel                     | Vor- und/oder Frühgeschichte |      |             |      |
| aKD-ALSH-Nr. 001 963 | Grabmal > Grabhügel | Grabhügel                     | Vor- und/oder Frühgeschichte |      |             |      |
| aKD-ALSH-Nr. 001 964 | Grabmal > Grabhügel | Grabhügel                     | Vor- und/oder Frühgeschichte |      |             |      |
| aKD-ALSH-Nr. 001 965 | Grabmal > Grabhügel | Grabhügel                     | Vor- und/oder Frühgeschichte |      |             |      |
| aKD-ALSH-Nr. 001 966 | Grabmal > Grabhügel | Grabhügel                     | Vor- und/oder Frühgeschichte |      |             |      |
| aKD-ALSH-Nr. 001 967 | Grabmal > Grabhügel | Grabhügel                     | Vor- und/oder Frühgeschichte |      |             |      |
| aKD-ALSH-Nr. 001 968 | Grabmal > Grabhügel | Grabhügel                     | Vor- und/oder Frühgeschichte |      |             |      |
| aKD-ALSH-Nr. 001 969 | Grabmal > Grabhügel | Grabhügel                     | Vor- und/oder Frühgeschichte |      |             |      |
| aKD-ALSH-Nr. 001 970 | Grabmal > Grabhügel | Grabhügel                     | Vor- und/oder Frühgeschichte |      |             |      |
| aKD-ALSH-Nr. 001 971 | Grabmal > Grabhügel | Grabhügel                     | Vor- und/oder Frühgeschichte |      |             |      |
| aKD-ALSH-Nr. 001 972 | Grabmal > Grabhügel | Grabhügel                     | Vor- und/oder Frühgeschichte |      |             |      |
| aKD-ALSH-Nr. 001 973 | Grabmal > Grabhügel | Grabhügel                     | Vor- und/oder Frühgeschichte |      |             |      |
| aKD-ALSH-Nr. 001 974 | Grabmal > Grabhügel | Grabhügel                     | Vor- und/oder Frühgeschichte |      |             |      |
| aKD-ALSH-Nr. 001 975 | Grabmal > Grabhügel | Grabhügel                     | Vor- und/oder Frühgeschichte |      |             |      |
| aKD-ALSH-Nr. 001 976 | Grabmal > Grabhügel | Grabhügel                     | Vor- und/oder Frühgeschichte |      |             |      |
| aKD-ALSH-Nr. 001 977 | Grabmal > Langbett  | Langbett/Steinreihe           | Neolithikum                  |      |             |      |
| aKD-ALSH-Nr. 001 978 | Befestigung > Burg  | Burg/Motte/Ringwall/Turmhügel | Mittelalter                  |      |             |      |